# Engel & Völkers
Pour les articles homonymes, voir Engel.
Cet article possède un paronyme, voir Volker.
Engel & Völkers est une société allemande de courtage en immobilier, spécialisée dans l'immobilier de prestige. Fondée en 1977 à Hambourg (Allemagne), elle est présente dans plus de 30 pays et compte plus de 16 000 collaborateurs.

## Histoire
Dirk C. Engel fonde en décembre 1977 «  Engel & Cie », société spécialisée dans le vente de biens immobiliers à des Allemands du centre-ville de Hambourg. Christian Völkers rejoint ensuite Dirk C. Engel et ils fondent un bureau de courtage à Hambourg.
Après la mort d'Engel en 1986, Christian Völkers a repris les parts de son partenaire et a continué Engel & Cie. sous le nom d'Engel & Völkers.

## Diversifications des activités
En 1990, Engel & Völkers a ouvert son premier établissement en dehors de l'Allemagne, à Palma de Majorque. Dès lors, les courtiers indépendants pouvaient opérer en tant que partenaires sous licence sous la marque Engel & Völkers. Avant l'introduction du système de franchise en 1998, tout l'aspect extérieur des magasins Engel & Völkers a été standardisé en 1995, tout comme la marque propre de l'entreprise.

## Nouvelles opportunités
Président du conseil de surveillance et actionnaire majoritaire, Christian Völkers continue de s'occuper des questions stratégiques. Il encourage le développement de nouveaux secteurs d'activité, par exemple en fondant de nouvelles sociétés, comme pour le courtage en financement immobilier. Le portefeuille s'enrichit d'offres telles qu'une plateforme de crowd investing pour l'immobilier,. La société est désormais également active dans la vente partielle de biens immobiliers (" Liquid Home ") par le biais d'une société sous licence.
La trajectoire de croissance d'Engel & Völkers a récemment conduit à une croissance à deux chiffres du chiffre d'affaires. Pendant la pandémie mondiale de COVID-19, la demande de biens immobiliers de haute qualité s'est maintenue. La société y répond, par exemple, avec des visites virtuelles.
En 2020, Engel & Völkers a enregistré une croissance de 14% des commissions perçues, à 937,4 millions d'euros, contre 820 millions d'euros en 2019.
Le fonds d’investissement Permira a acquis la majorité des parts de l’entreprise le 9 août 2021, avec 60% des parts[réf. souhaitée].
En 2023 Alexis Caquet est nommé Président d'Engel & Völkers France,.